# Chiesa dei Santi Pietro e Paolo (Largario)
La chiesa dei Santi Pietro e Paolo, a Largario si trova a Largario, frazione di Acquarossa.

## Storia
Fondata nel 1283, venne demolita nel 1763 e ricostruita a pianta ellittica con coro semicircolare nel triennio 1765-1767 su progetto di Giuseppe Stella.
All'interno stucchi rococò ornano pure il coro e le due cappelle laterali. La decorazione settecentesca fu ritoccata e completata nel 1926.